# ورقة التثبيت
ورقة التثبيت (بالإنجليزية: Anchor paper) تُعرف في التقييم المبني على معايير والتقييم الموثوق والتدريج الشمولي بأنه نتيجة اختبار محددة بأرقام خلافًا لـنظام وضع الدرجات أو مجموعة القواعد، وهو عبارة عن ورقة أو ورقتين نموذجيتين لكل مستوى. وترجع صعوبة تطبيق نظام ورقة التثبيت إلى أنه عادة ما تُستخدم ورقة أو ورقتان لكل درجة من الدرجات. وغالبًا تكون هناك صعوبة في مجاراة هذا الكم المتنوع من الإجابات في ورقة أو ورقتين فقط، وهذا هو أحد أسباب مشكلة عدم ضمان قابلية الدرجات المختلفة للتكرار وتماثلها عند تقييم الإجابة نفسها.